# Xã hội chủ nghĩa rất tốt
"Xã hội chủ nghĩa rất tốt" (giản thể: 社会主义好; phồn thể: 社會主義好; bính âm: shèhuìzhǔyì hǎo, Hán-Việt: Xã hội chủ nghĩa hảo) là một bài hát tuyên truyền trước Cách mạng Văn hoá của Đảng Cộng sản Trung Quốc do Lý Hoán Chi biên soạn với phần lời do Hi Dương sáng tác.

## Lời bài hát
| Giản thể | Phồn thể | Phiên âm Hán-Việt | Dịch tiếng Việt |
| --- | --- | --- | --- |
| 社会主义好，社会主义好！ 社会主义国家人民地位高。 反动派被打倒，帝国主义夹着尾巴逃跑了。 全国人民大团结，掀起了社会主义建设高潮，建设高潮。 共产党好！共产党好！ 共产党是人民的好领导。 说得到，作得到，全心全意为人民立功劳。 坚决跟着共产党，要把伟大祖国建设好，建设好！ 社会主义好，社会主义好！ 社会主义江山人民保。 人民江山坐得牢，反动分子想反也反不了。 社会主义社会一定胜利，共产主义社会一定来到，一定来到！ 共产党好！共产党好！ 共产党领导中国富强了。 人民江山坐得牢，反动分子想反也反 不了。 社会主义社会一定胜利，共产主义社会一定来到，一定来到！ | 社會主義好，社會主義好！ 社會主義國家人民地位高。 反動派被打倒，帝國主義夾着尾巴逃跑了。 全國人民大團結，掀起了社會主義建設高潮，建設高潮。 共產黨好！共產黨好！ 共產黨是人民的好領導。 說得到，作得到，全心全意為人民立功勞。 堅決跟着共產黨，要把偉大祖國建設好，建設好！ 社會主義好，社會主義好！ 社會主義江山人民保。 人民江山坐得牢，反動分子想反也反不了。 社會主義社會一定勝利，共產主義社會一定來到，一定來到！ 共產黨好！共產黨好！ 共產黨領導中國富強了。 人民江山坐得牢，反動分子想反也反 不了。 社會主義社會一定勝利，共產主義社會一定來到，一定來到！ | Xã hội chủ nghĩa hảo, xã hội chủ nghĩa hảo! Xã hội chủ nghĩa quốc gia nhân dân địa vị cao. Phản động phái bị đả đảo, đế quốc chủ nghĩa giáp trước vĩ ba đào bào liễu. Toàn quốc nhân dân đại đoàn kết, hiên khởi liễu xã hội chủ nghĩa kiến thiết cao triều, kiến thiết cao triều. Cộng sản đảng hảo! Cộng sản đảng hảo! Cộng sản đảng thị nhân dân đích hảo lĩnh đạo. Thuyết đắc đáo, tác đắc đáo, toàn tâm toàn ý vy nhân dân lập công lao. Kiên quyết cân trước cộng sản đảng, yếu bả vĩ đại tổ quốc kiến thiết hảo, kiến thiết hảo! Xã hội chủ nghĩa hảo, xã hội chủ nghĩa hảo! Xã hội chủ nghĩa giang sơn nhân dân bảo. Nhân dân giang sơn toạ đắc lao, phản động phân tử tưởng phản dã phản bất liễu. Xã hội chủ nghĩa xã hội nhất định thắng lợi, cộng sản chủ nghĩa xã hội nhất định lai đáo, nhất định lai đáo! Cộng sản đảng hảo! Cộng sản đảng hảo! Cộng sản đảng lĩnh đạo trung quốc phú cường liễu. Nhân dân giang sơn toạ đắc lao, phản động phân tử tưởng phản dã phản bất liễu. Xã hội chủ nghĩa xã hội nhất định thắng lợi, cộng sản chủ nghĩa xã hội nhất định lai đáo, nhất định lai đáo! | Xã hội chủ nghĩa rất tốt, xã hội chủ nghĩa rất tốt! Nhân dân nước xã hội chủ nghĩa có địa vị cao. Bọn phản động bị lật đổ, Chủ nghĩa đế quốc co vòi và bỏ chạy. Toàn quốc ta cùng nhau đoàn kết, chuẩn bị cho làn sóng dựng xây chủ nghĩa xã hội, dựng xây chủ nghĩa xã hội. Cộng sản Đảng rất tốt! Cộng sản Đảng rất tốt! Cộng sản Đảng là lãnh đạo tốt của toàn nhân dân. Họ đã giữ trọn lời thề, làm việc hết mình và một lòng cống hiến cho nhân dân. Nhân dân cùng gắn bó với Đảng, cùng nhau ta chung tay để xây dựng Đất Mẹ vĩ đại! Xã hội chủ nghĩa rất tốt, xã hội chủ nghĩa rất tốt! Nhân dân bảo vệ chế độ xã hội chủ nghĩa. Sức mạnh nhân dân là vô địch, sự kháng cự của phản động đã định sẵn là sẽ thất bại. Xã hội chủ nghĩa nhất định thắng lợi, một xã hội cộng sản chắn chắn sẽ trở thành hiện thực, chắc chắn sẽ trở thành hiện thực! Cộng sản Đảng rất tốt! Cộng sản Đảng rất tốt! Đảng dẫn dắt Trung Quốc thành công và thịnh vượng cao. Sức mạnh nhân dân là vô địch, sự kháng cự của phản động đã định sẵn là sẽ thất bại. Xã hội chủ nghĩa nhất định thắng lợi, một xã hội cộng sản chắn chắn sẽ trở thành hiện thực, chắc chắn sẽ trở thành hiện thực! |

## Bản hát lại
Nghệ sĩ nhạc rock người Trung Quốc Trương Sở đã hát lại bài hát theo phong cách rock và đưa vào album Hồng Dao Cổn ra mắt năm 1992 của anh.